# Balfron
Balfron (gael. Both Fron)− wieś w Szkocji. Jest odległa o 18 mil (29 km) na zachód od Stirling i 16 mil (26 km) na północ od Glasgow. Znajduje się tu znane w Wielkiej Brytanii centrum zdrowia, rynek oraz zespół szkół ogólnokształcących. Miasteczko posiada też jedną z największych w Szkocji remizę strażacką i 18-dołkowe, pole do gry w golfa.